# USS Alabama (BB-60)
Pour les autres navires du même nom, voir USS Alabama.
L'USS Alabama est un cuirassé de classe South Dakota en service dans l'US Navy durant la Seconde Guerre mondiale. Il est lancé en 1942 et sert sur les théâtres d'opérations de l'Atlantique et du Pacifique. Désarmé en 1947 et placé dans la flotte de réserve, il est définitivement déclassé en 1962.
En 1964, il est transformé en navire musée flottant dans la baie de Mobile. Il est la pièce maîtresse du Battleship Memorial Park à Mobile et est inscrit sur la liste des sites historiques nationaux en 1986.